# La Vie de David Gale
Pour plus de détails, voir Fiche technique et Distribution.
La Vie de David Gale (The Life of David Gale) est un film américano-britannico-allemand réalisé par Alan Parker, sorti en 2003. Ce film traite de la peine de mort aux États-Unis, en vigueur dans 38 États fédérés sur 50 au moment de sa sortie. Plus profondément, le thème fondamental abordé est, comme est amené à le comprendre le spectateur au long de l'intrigue, celui de l'engagement et les sacrifices que les individus consentent à faire au nom de ce dernier.
Le film est présenté en compétition officielle pour l'Ours d'or lors de la Berlinale 2003. Il s'agit du dernier film du réalisateur Alan Parker, décédé en 2020.
David Gale, militant contre la peine capitale, se retrouve lui-même dans le couloir de la mort pour un viol et pour le meurtre de Constance Harraway, une amie et collègue activiste. À trois jours de son exécution, il accepte enfin, lors d'une interview, de raconter l'histoire de sa vie au reporter Bitsey Bloom. Peu à peu convaincue de l'innocence de Gale et persuadée de tenir la vie de cet homme entre ses mains, la journaliste va tout mettre en œuvre pour le sauver.

## Synopsis
David Gale est un ancien professeur de philosophie dans une université du Texas, État américain appliquant la peine de mort. Il milite dans une association contre la peine capitale, DeathWatch. Accusé du viol et du meurtre de Constance, sa meilleure amie, collègue et militante dans la même association, il est condamné à mort car tout l'accuse. Il n'accepte de parler qu'à Bitsey Bloom, journaliste de conviction (elle sort d'une semaine de prison après avoir protégé une source), en l'attente de son exécution, programmée trois jours plus tard.
Au premier jour, David confie à Bitsey comment il fut renvoyé de son poste de professeur, à cause d'une fausse accusation de viol d'une de ses anciennes élèves, Berlin, et malgré le retrait de la plainte. Après l'interview, Bitsey visite la scène du crime avec un stagiaire, Zack, que son rédacteur en chef lui a imposé.
Au deuxième jour, Gale exprime la douleur d'avoir tout perdu. Sa femme, Sharon, demande le divorce et emmène leur fils Jaimie en Espagne où vit son amant. Sa réputation détruite et son fils désormais absent de son existence, Gale sombre dans l'alcoolisme, puis, aidé par Constance, remonte la pente et trouve un nouveau travail et un nouveau logement.
Au troisième jour, Bitsey apprend par David que Constance était atteinte de leucémie et que leur relation sexuelle aurait été mutuellement consentie. Bitsey, d'abord sceptique, ne peut rester indifférente à un tel récit et remet peu à peu en cause la culpabilité de Gale cette fameuse nuit.
Au retour à leur hôtel, Bitsey et Zack trouvent, dans la chambre, une cassette vidéo. Il s'agit des derniers instants de la femme, corps nu, les mains menottées, suffocant sous un sac plastique, remuant faiblement sur le sol avant de s'immobiliser. En retournant sur la scène du crime et en jouant le rôle de la victime, Bitsey comprend que Constance s'est en fait suicidée. Elle entrevoit déjà la mise en scène du crime : se sachant condamnée par sa maladie, Constance a décidé de se sacrifier pour DeathWatch. Son suicide maquillé en meurtre, puis la révélation de l'innocence de Gale, ne sont rien d'autre que des preuves que la justice texane peut condamner des innocents.
En fouillant la maison de Dusty, ami fidèle et complice de Constance, Bitsey trouve la vidéo complète démontrant le suicide. La cassette en main, Bitsey tente désespérément d'empêcher l'exécution de David Gale, mais arrive trop tard sur les lieux. Elle écrit le lendemain un article retentissant, exauçant l'attente de Constance, mais se sent coupable de n'être pas arrivée à temps.
Quelque temps plus tard, la journaliste reçoit de l'avocat du condamné une nouvelle vidéo, montrant la présence de Gale lors du fatidique tournage. Bitsey Bloom comprend alors que la condamnation à mort de David Gale révèle, à l'instar du suicide de Constance, son sacrifice volontaire au nom de la cause qu'ils défendaient.

## Fiche technique
Sauf indication contraire, les informations mentionnées dans cette section peuvent être confirmées par la base de données cinématographiques IMDb,  présente dans la section « Liens externes ».
- Titre original : The Life of David Gale
- Titre francophone : La Vie de David Gale
- Réalisation : Alan Parker
- Scénario : Charles Randolph
- Décors : Geoffrey Kirkland
- Costumes : Renee Ehrlich Kalfus
- Photographie : Michael Seresin
- Montage : Gerry Hambling
- Musique : Alex Parker et Jake Parker
- Sociétés de production : Saturn Films, Dirty Hands Productions, Intermedia Films, Mikona Productions GmbH & Co. KG
- Société de distribution : Universal Pictures
- Pays de production :  États-Unis,  Allemagne,  Royaume-Uni
- Langue originale : anglais
- Format : Couleur - son DTS / Dolby Digital / SDDS
- Genre : drame
- Durée : 130 minutes (2h10)
- Dates de sortie :
  - Allemagne : 7 février 2003 (Berlinale 2003)
  - États-Unis : 18 février 2003
  - France, Belgique, Suisse romande : 23 avril 2003

## Distribution
- Kevin Spacey (VF : Gabriel Le Doze) : David Gale
- Kate Winslet (VF : Anneliese Fromont) : Bitsey Bloom
- Laura Linney (VF : Laurence Colussi) : Constance Harraway
- Gabriel Mann (VF : Adrien Antoine) : Zack Stemmons
- Rhona Mitra (VF : Ethel Houbiers) : Berlin
- Leon Rippy (VF : Claude Brosset) : Braxton Belyeu
- Matt Craven (VF : Julien Kramer) : Dusty Wright
- Jim Beaver (VF : Henri Courseaux) : Duke Grover
- Melissa McCarthy (VF : Véronique Alycia) : Nico, la gothique
- Elizabeth Gast (VF : Virginie Méry) : Sharon Gale
- Noah Truesdale : Jamie Gale
- Katina Potts : Rosie
- Julio Cedillo : l'officier Ramirez
- Alan Parker : un invité à la fête (caméo non crédité)

## Production

### Attribution des rôles
George Clooney est le premier choix pour le rôle de David Gale. Le rôle revient ensuite à Nicolas Cage. L'acteur, pris par d'autres projets mais reste cependant producteur via sa société Saturn Films. Le rôle revient alors à Kevin Spacey. Nicole Kidman était quant à elle pressentie pour incarner Bitsey, finalement incarnée par Kate Winslet.

### Tournage
Le tournage a lieu du 8 octobre 2001 à janvier 2002. Il se déroule au Texas : notamment à Austin (Université du Texas à Austin, Austin Studios), Huntsville (Université d'État Sam Houston, le pénitencier Huntsville Unit) et à Taylor. Quelques scènes sont tournées en Europe : à Barcelone (place Royale) et dans les studios de Shepperton en Angleterre.

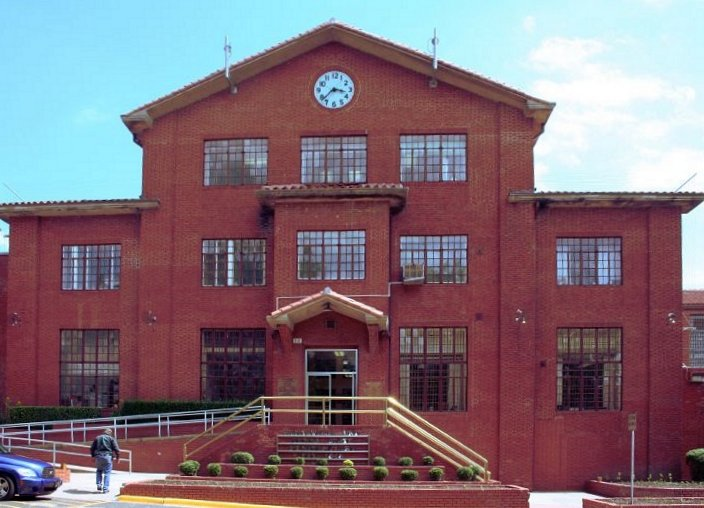
Huntsville Unit
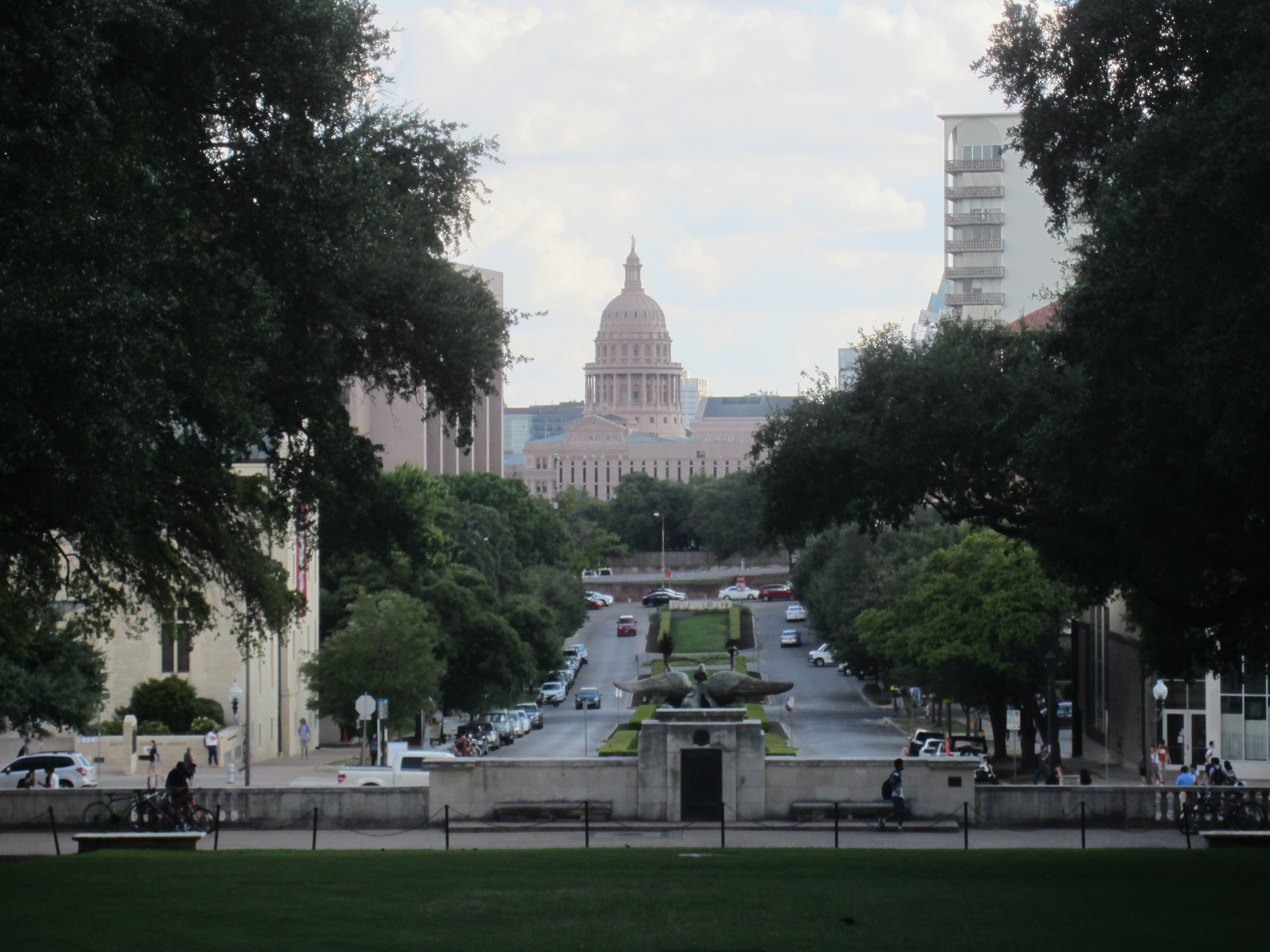
Austin
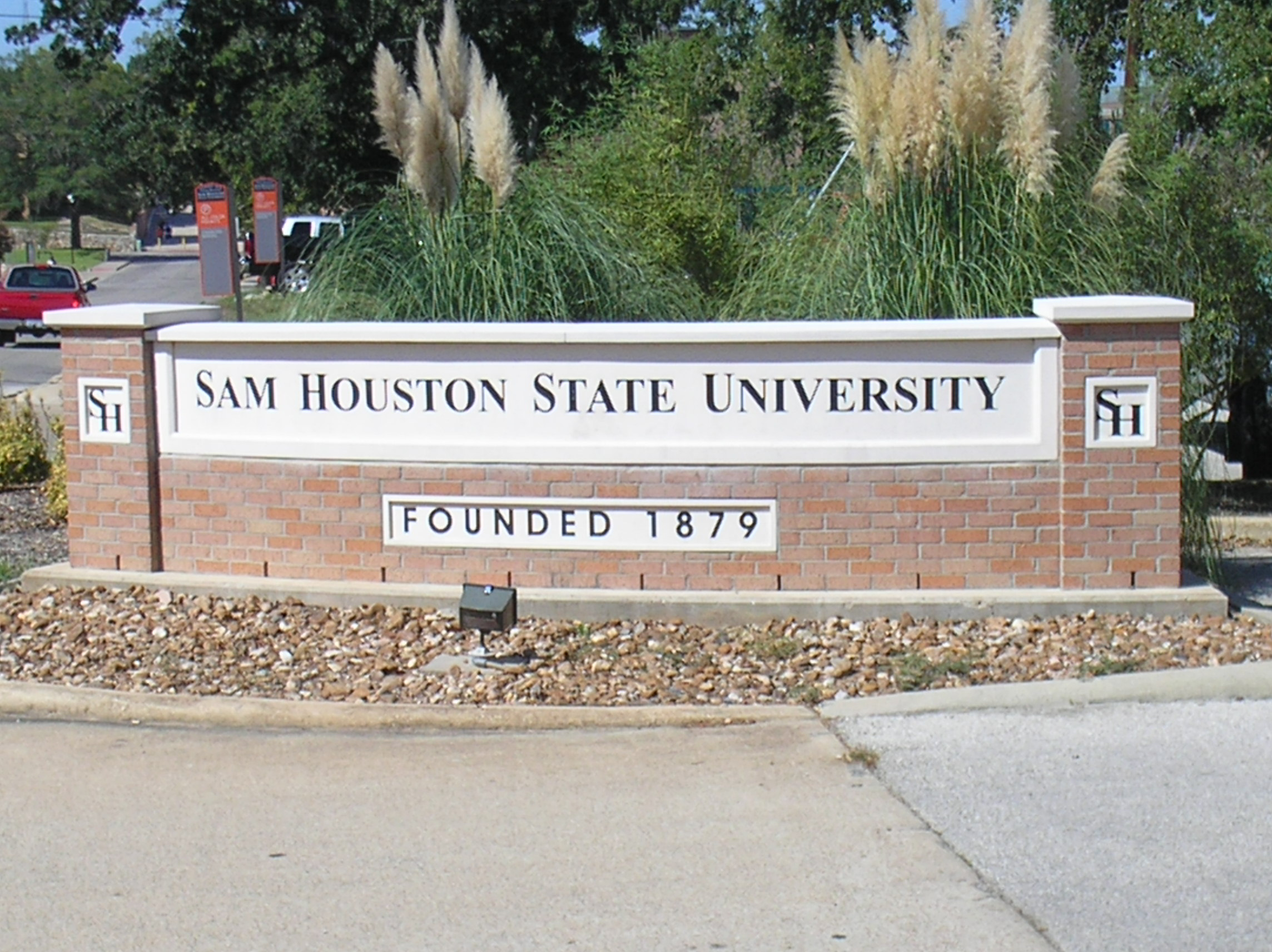
Université d'État Sam Houston
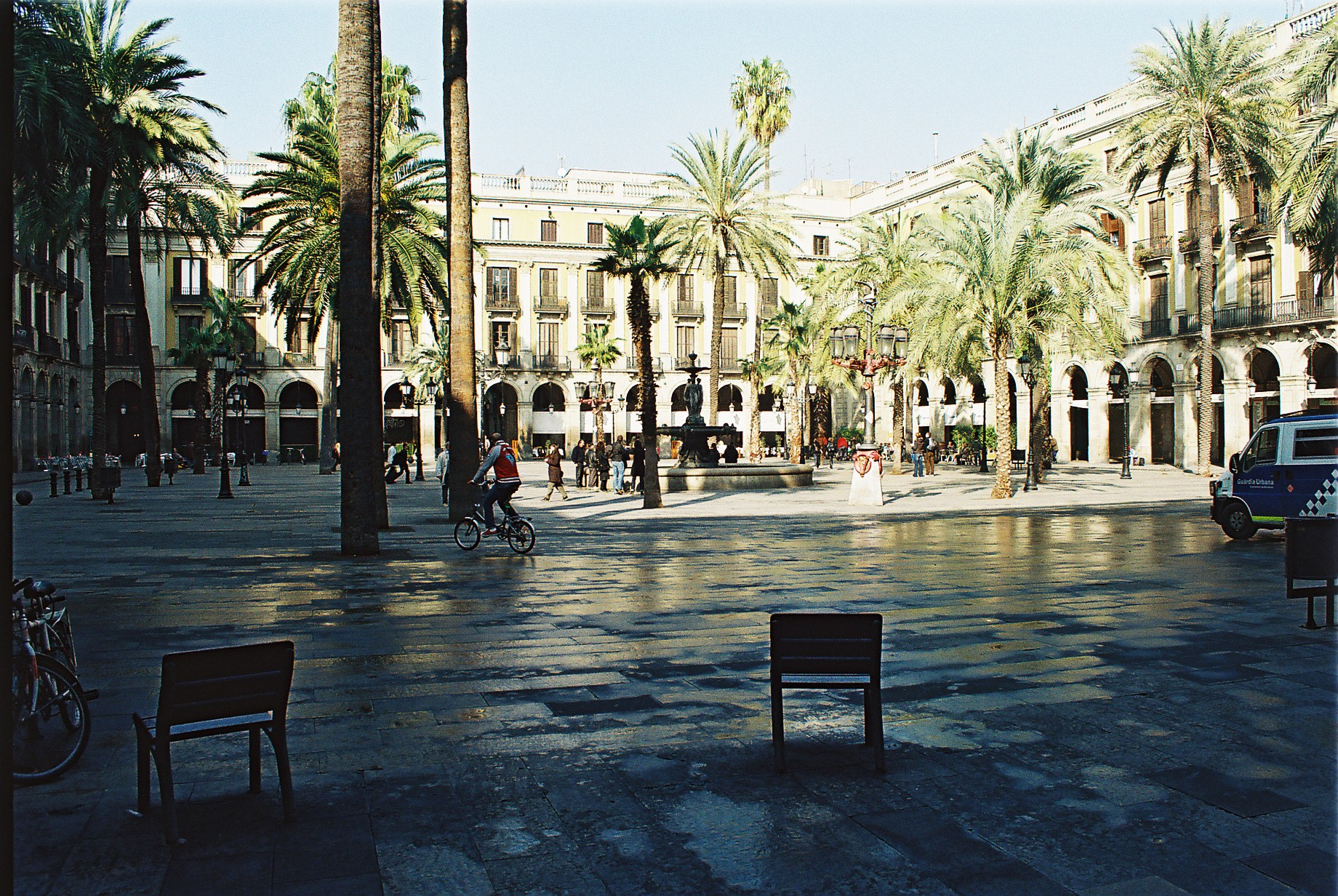
place Royale de Barcelone

Lors du tournage d'une scène de protestations au Texas State Capitol, l'équipe du film a été importunée par de véritables manifestants.

### Musique
La musique du film est composée par deux fils du réalisateur, Alex et Jake Parker. Leurs compositions The Life of David Gale et Almost Martyrs seront par la suite reprises dans de nombreuses bandes annonces d'autres films comme World Trade Center, Munich ou encore The Artist.

## Accueil

### Critique
La Vie de David Gale a rencontré un accueil critique négatif dès sa sortie en salles de la part de la presse : dans les pays anglophones, il recueille 19 % d'avis favorables sur le site Rotten Tomatoes, basé sur 155 commentaires collectés et une note moyenne de 4.2⁄10 et un score de 31⁄100 sur le site Metacritic, basé sur 36 commentaires de presse collectés.
En France, l'accueil de la critique est plus mitigé, puisque le long-métrage obtient une note moyenne de 2.7⁄5 sur le site Allociné, basé sur 15 commentaires collectés de presse.

### Box office
Le film est un échec au box-office. Il marque la fin de la carrière d'Alan Parker, qui aura par la suite beaucoup de mal à financer ses projets. Il prendra officiellement sa retraite en 2016, avant son décès en 2020.
| Pays ou région | Box-office      | Date d'arrêt du box-office | Nombre de semaines |
| -------------- | --------------- | -------------------------- | ------------------ |
| Mondial        | 38 955 598 $    | 18 décembre 2003           | —                  |
| États-Unis     | 19 955 598 $    | 8 mai 2003                 | 11                 |
| France         | 492 370 entrées | 25 juin 2003               | 9                  |

## Distinctions
Le film est nommé en 2003 pour un Ours d'or à Berlin et pour le prix du Political Film Society Award for Human Rights.